# Замок Ситаун
Замок Ситаун (англ. Seatown Castle) — один из замков Ирландии, расположен в графстве Дублин.

## История
Замок Ситаун был построен семьей Расселл. Семья Рассел принадлежала к роду старых английских колонистов Ирландии. Хотя, есть версия, что семья Рассел ирландского происхождения, и они вернулись в Ирландию еще до англо-норманнского завоевания Ирландии в 1172 году. Но это сомнительно. Документы 1200 года свидетельствуют, что семья Расселл в те времена не имела больших земельных владений. Резиденцией семьи Рассел еще с тех времен замок был Ситаун в графстве Дублин на землях Малахайд. Ныне от замка сохранились лишь отдельные фрагменты. Археологические раскопки показали, что это был небольшой замок. Замок был построен на деньги короля Англии в XV веке. В те времена короли Англии выделяли деньги — сумму в размере £ 10 на строительство замков в Ирландии для защиты Пейла, английской колонии в Ирландии, от ирландских кланов. Замок Ситаун находится неподалеку от причала и воды. В те времена семья Расселл занималась торговлей. В 1600 году семья Расселл владела значительным богатством. В 1627 году они завершили строительство Драйман-хауса — дом и усадьба, построенная в стиле времен короля Якоба I.
Семья Рассел после реформации осталась верна католицизму. Во время восстания за независимость Ирландии в 1641 году семья Расселл присоединилась к повстанцам и Ирландской конфедерации. После разгрома восстания Оливер Кромвель конфисковал замок и поместье Ситаун. Во время реставрации монархии семье Ситаун вернули замок и поместье Ситаун. Роберт Рассел Драйнам стал членом парламента от город Свордс во времена короля Джеймса II в 1689 году. Во время якобинских войн 1689—1691 годов в семьи Расселл, как у сторонников короля Якоба II, снова конфисковали замок и поместье Ситаун и передали архиепископу Дублина. Однако семья Рассел сохранила Драйнам-хаус и 421 акр земли возле него. Дом был окончательно продан в 1920 году.
В 1766 году Бриджет Рассел — наследница Роберта Рассела Драймама заключила брак с Эндрю Крузом — две древние семьи объединились. С этого времени семья стала называться Рассел-Круз. Патрик Рассел Круз родился в 1799 году в Драйнам-хаусе — это был второй сын Роберта Рассела Круза и Анны Марии Макгвайр.